# Upori poganov na Poljskem
Upori poganov na Poljskem ali poganska reakcija (poljsko Reakcja pogańska w Polsce) so bili niz dogodkov na Poljskem v 30. letih 11. stoletja, ki so destabilizirali poljsko državo.

## Ozadje
Eden od dejavnikov, ki so pripeljali do upora, je bilo nezadovoljstvo zaradi pokristjanjevanja, ki se je Poljskem začelo leta 966. Rimskokatoliška cerkev na Poljskem je med upori utrpela znatne izgube. Številne cerkve in samostani so bili uničeni, duhovniki pa ubiti. Širjenje krščanske vere je bilo povezano s širjenjem ozemlja in centralne oblasti kralja. Upor je poleg protikrščanskih čustev vseboval tudi elemente kmečkega upora proti veleposestnikom in fevdalizmu. Prisoten je bil tudi boj za oblast med kraljem in delom plemstva. Anita Prazmowska piše, da sta se dejansko zgodili dve prekrivajoči se revoluciji: politična in poganska.

## Upor
Medtem ko Frucht trdi, da je upor strmoglavil kralja Mješka II. iz dinastije Pjastov, drugi trdijo, da se je začel po njegovi smrti leta 1034.  Gerard Labuda v svojem pregledu poljskega zgodovinopisja navaja leto 1032 kot datum, ko se je začela poganska reakcija, in ugotavlja, da zgodovinarji navajajo tudi druge datume (1034, 1037, 1038 in 1039).
Kakorkoli že, Poljsko so v zgodnjih 1030. letih razdirali številni spopadi. Mješko II. se je moral leta 1031 po izgubljeni državljanski vojni proti svojemu bratu Bezprimu za nekaj časa zateči na Češko. Vrnil se je naslednje leto.
Reakcijo poganov in z njo pvezane upore so v tistem času spremljali tudi vpadi in napadi tujcev, ki so v mladem poljskem kraljestvu povzročili kaos. Med najbolj uničujočimi tujimi prispevki je bil napad češkega vojvode Břetislava I. leta 1039, ki je izropal prvo poljsko prestolnico Gniezno.
Destabilizacija, ki so jo povzročili ti dogodki, je bila tako huda, da zgodovinarji dvomijo, da se kdo lahko šteje za vladarja Poljske v poznih 1030. letih. Ime enega od pretendentov, Boleslav Pozabljeni, ponazarja, "z ustrezno ironijo", zapletenost in nejasnost stanja v državi. Dvorník za leta 1034–1040 ne navaja nobenega vladarja, kar kaže na dinastične boje.

## Posledice
Po mnenju nekaterih zgodovinarjev je poganska vstaja v 1030. letih zaznamovala konec najzgodnejšega obdobja poljske zgodovine v "prvi pjastovski monarhiji".  Mješkov sin je po vrnitvi na Poljsko okoli leta 1040 ponovno združil večino poljskih dežel in postal znan kot Kazimir Obnovitelj. V 1040. letih se je v državljanski vojni bojeval proti Miecławu, ki je ustanovil lastno državo. Na to vojno nekateri avtorji gledajo kot na nadaljevanje bojev iz 1030. let.